# Два пресудна дана
„Два пресудна дана“ је југословенски филм из 1963. године. Режирао га је Сава Мрмак, а сценарио су писали Фјодор Достојевски и Марија Туцаковић

## Улоге
| Глумац             | Улога      |
| ------------------ | ---------- |
| Мија Алексић       | Фома Фомић |
| Љуба Тадић         | Јегор Илић |
| Тамара Милетић     | Анастасија |
| Славко Симић       | Језевников |
| Станко Буханац     | Гаврило    |
| Рахела Ферари      |            |
| Невенка Микулић    | Петровна   |
| Зоран Милосављевић |            |
| Бојана Николић     |            |
| Дубравка Перић     |            |
| Зоран Ристановић   |            |
| Михајло Викторовић | Обискин    |